# 瀧清麻吉
瀧清 麻吉（たきすみ あさきち / たきずみ あさよし、1895年（明治28年）12月1日 - 1950年（昭和25年）2月7日）は、大正から昭和期の警察官、政治家。衆議院議員、奈良県奈良市長。旧姓・上窪（かみくぼ）。

## 経歴
奈良県山辺郡針ヶ別所村大字馬場（都祁村を経て現奈良市）で、上窪甚三郎の三男として生まれ、同郡福住村（現天理市福住町）の瀧清こふしの養子となる。1915年（大正4年）小倉農業補修学校を修了した。
1916年（大正5年）奈良県巡査となる。以後、1920年（大正9年）巡査部長・高田警察署勤務、1922年（大正11年）奈良県警部補、1924年（大正13年）奈良県警部、1926年（大正15年）郡山警察署竜田分署長、1927年（昭和2年）御所警察署長、桜井警察署長、1928年（昭和3年）高田警察署長、1929年（昭和4年）郡山警察署長、1932年（昭和7年）奈良県警察部高等警察課長、1936年（昭和11年）地方警視・奈良警察署長などを歴任。1937年（昭和12年）11月に退官し奈良市助役に就任した。1939年（昭和14年）10月に奈良市長に就任し、1943年（昭和18年）同市長に再任され、1945年（昭和20年）12月に2期務めて退任した。この間、戦時下の対応に尽力し、生駒郡都跡村の編入、市立奈良高等女学校（現奈良県立奈良高等学校）の設立などを進め、大政翼賛会奈良県支部常務委員なども務めた。
1946年（昭和21年）4月の第22回衆議院議員総選挙に奈良県全県区から出馬して当選し、衆議院議員に1期在任した。その後、公職追放となった。
その他、奈良市農業会長、奈良県教育会理事、関西司法保護事業連盟顧問などを務めた。

## 親族
- 妻 瀧清アサヱ（瀧清学の娘）[4][注 1]